# 與那原大剛
與那原 大剛（よなはら ひろたか、1998年3月9日 - ）は、沖縄県出身の元プロ野球選手（投手・育成選手）。右投右打。

## 経歴

### プロ入り前
小学3年生で野球を始め、6年生の時には県大会ベスト8進出、学童軟式野球全国大会優勝を果たす。桑江中学校では日隈ジュリアスと同級生だった。
高校進学を控え複数の高校から勧誘を受けたものの、小学校時からバッテリーを組んでいたチームメイトと同じ高校に入ることを希望し、沖縄県立普天間高等学校に進学した。高校では3年夏の全国高等学校野球選手権大会で県予選ベスト8に進出したのが最高成績で、甲子園出場は果たせなかったものの、身長190cm、体重89kgの体格と、最高球速148km/hの速球で注目され、県予選ではプロ11球団のスカウトが視察に訪れていた。
2015年10月22日に行われたドラフト会議において読売ジャイアンツから3位指名され、11月9日に契約金5000万円、年俸600万円（推定）で仮契約を交わした。背番号は46に決まった。

### 巨人時代
2017年9月、三軍戦での登板時に右肘に痛みを覚え、病院で「右肘内惻側副靱帯の損傷」と診断され、保存療法での治療を選択。オフに背番号が91に変更されることが発表された。
2018年に入っても右肘の状態が良くならず春季キャンプ前にはPRP療法を選択し完治を目指すも、6月にトミー・ジョン手術を受けた。10月2日、自由契約を通知された。11月19日、育成選手として再契約した。背番号は023。
2019年は8月6日に行われたファーム紅白戦で1年11か月ぶりに実戦復帰し、その試合で自己最速の150km/hを計測した。
2020年は6月に右肘の肉離れで戦線離脱。イースタン・リーグでも登板機会なしに終わった。オフに背番号が046に変更されることが発表された
2021年はイースタン・リーグ9試合に登板し、2勝3敗、防御率7.65という成績だった。
2022年は7月28日時点でイースタン・リーグ15試合の登板で防御率2.08と好成績だったが、同日に支配下選手70人の登録枠が埋まってしまい、この年も支配下登録復帰はならなかった。

### 引退後
2022年10月28日に戦力外通告を受け、11月20日に引退を決断した。その後、ジャイアンツアカデミーのコーチに就任することが発表された。

## 詳細情報

### 年度別投手成績
- 一軍公式戦出場なし

### 背番号
- 46（2016年[4] - 2017年）
- 91（2018年[6]）
- 023（2019年[9] - 2020年）
- 046（2021年[12] - 2022年）

### 登場曲
- 「Brave」ナオト・インティライミ（2016年 - 2018年3月）
- 「海の声」BENI（2018年4月 - 2019年7月）
- 「OKINAWA CALLING」MONGOL800（2019年8月 - ）